# 얀 헨리크 동브로프스키
얀 헨리크 동브로프스키(폴란드어: Jan Henryk Dąbrowski, 1755년 8월 29일 폴란드 피에슈호비체 ~ 1818년 6월 6일 러시아 제국, 폴란드 입헌왕국, 빈노고라)는 폴란드의 장군이며 국민적 영웅이다.

## 전기
얀 헨리크 동브로프스키는 얀 미하우 동브로프스키(Jan Michał Dąbrowski)와 조피 마리 폰 레토(Sophie Marie von Lettow) 사이에서 태어났는데, 아버지가 작센 군의 대령으로 근무하고 있어 작센 선제후국(Electorate of Saxony) 호이어스베르다(Hoyerswerda)에서 성장했다. 동브로프스키는 1770년 작센 군에서 근무했다. 1791년 폴란드의 4년 세임(Four-Year Sejm)이 모든 폴란드인을 폴란드 군으로 재소집을 호소할 때 동브로프스키는 폴란드로 귀국했다. 기병으로써 드레스덴(Dresden)의 군사 학교에서 훈련 받은 그는 폴란드 기병의 재편성을 요청 받았다. 포니야토프스키 아래에서 동브로프스키는 1792년 러시아에 대한 전역에 참가했다. 그리고 코시치우슈코에 의한 반란이 일어난 1794년 폴란드 지역에서 동브로프스키는 이 반란군에 적극적으로 가담해 바르샤바 방어, 대 폴란드(Greater Poland
)에서 봉기를 지원하는 군집단(army corps)을 이끌었다. 그의 용기는 폴란드 국민군 최고지휘관이었던 타데우시 코시치우슈코(Tadeusz Kościuszko)에게 극찬 받았고, 동브로프스키를 장군의 지위로 승진시켰다. 봉기의 좌절 후 동브로프스키는 코시치우슈코에게만 감사의 뜻을 표시했고, 러시아와 프로이센 군대로부터 근무를 제의 받았으나, 폴란드를 위해 싸울 것을 선택했다.

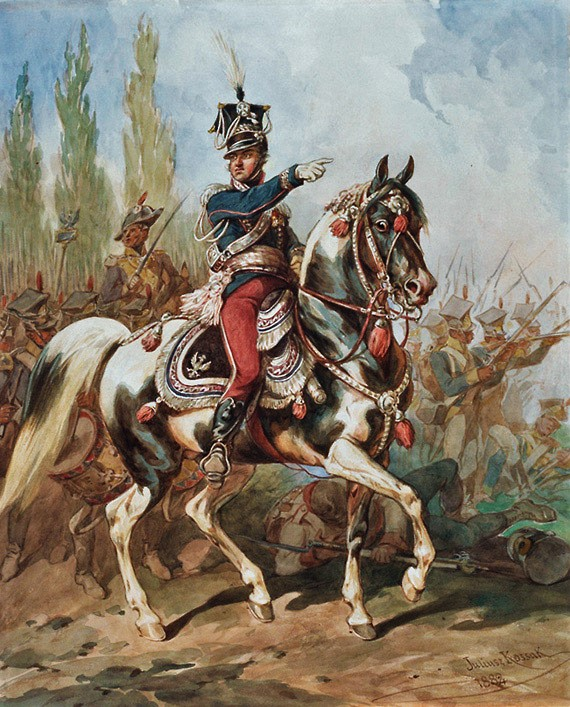
폴란드 군단 중앙에 있는 얀 헨리크 동브로프스키.

동브로프스키는 폴란드의 역사에서 나폴레옹 전쟁 중 이탈리아에서 폴란드 군단(Polish Legions in Italy)을 조직한 사람으로 알려져 있다. 1796년에 나폴레옹에 의해 파리에 소환되어 일을 시작하고, 치살피나 공화국(Cisalpine Republic)에서 창설된 폴란드 군단, 롬바르디 공화국(Republic of Lombardy)에서 신설될 군대의 일부를 편성하는 권한을 받았다. 이 군단이 편성되던 해의 3년 전 폴란드 분할이 러시아, 프로이센, 오스트리아의 3국 사이에서 일어나 폴란드가 유럽의 지도상에서 모습을 감추었다. 그러나 폴란드인 부대의 편성은 프랑스에 의한 폴란드 독립운동의 지원에 의해 폴란드 문제를 재부상 시킬 수 있는 계기를 마련해 주었다. 이것으로 인해 이탈리아인이 나폴레옹의 프랑스측에 서서 전쟁에 참가하는 것을 거부하던 그 시기 이탈리아에서 폴란드 군단의 편성은 양자에게 있어 이익이었던 것이었다.

문장

폴란드 군단은 폴란드인 망명자들로 구성되었다. 동브로프스키는 전통적인 폴란드 군의 제복 및 국가훈장, 폴란드인 장교부대를 채용했다. 폴란드 군단의 제복에 관해 동브로프스키가 한 유일한 양보는 견장에 관한 것이었다. 이 견장은 롬바르디 공화국의 색이었고, 프랑스의 3색기의 색깔을 모티브로 한 것이다. 동브로프스키가 폴란드인에 대해 표현한 이탈리아 및 프랑스, 독일의 정기간행물에서 발표한 성명은 국외에 있는 폴란드인 커뮤니티 사이에서 커다란 반향을 불러 일으켰다. 예전 롬바르디 공화국의 수도였던 밀라노에서 폴란드를 분할 지배했던 열강(러시아, 오스트리아, 프로이센)들의 압력이 있음에도 불구하고, 많은 수의 지원병이 모여들기 시작했다. 지원병에게는 애국심에 불타는 재외 폴란드인 및 오스트리아군에서 해방된 폴란드인 죄수 등도 함께 포함되어 있었다. 단기간에 동브로프스키는 단련된 군대인 약 7,000명의 폴란드 군단 지원병을 모집했다.
동브로프스키의 폴란드 병사는 1797년부터 1803년 초까지 나폴레옹측에서 싸웠다. 그의 지휘하 군단은 이탈리아 전투에서 중요한 역할을 맡았다. 이들은 1798년 5월 로마에 입성했고, 자신이 트레비아강 전투(Battle of Trebia)와 1799년부터 1801년까지 수많은 전투에 커다란 공헌을 했다. 불행한 일은 이 군단이 동브로프스키가 꿈꾸던 폴란드에 도착하는 일도 결코 이루어지지 못했고, 조국을 해방시키는 것도 해내지 못했다. 그러나 나폴레옹은 휘하의 용맹한 병사 및 그 지휘관의 불만이 증가하는 것을 느끼고 있었다. 병사들은 특히 프랑스와 러시아가 뤼네빌(Lunéville)에서 맺은 평화조약에 낙담했다. 이 조약에는 동브로프스키 등 폴란드인이 바라던 폴란드 해방이 없었던 것이다. 이것은 폴란드인 부대의 붕괴를 의미한다. 특히 위험한 움직임으로써 1803년 지방의 반란에 의해 6,000명이 아이티(Haiti)에 보내지게 되었다. 오직 300명의 인원만이 귀환할 수 있었다.
군단이 해산되고 아미앵 조약(Treaty of Amiens)이 통과한 후, 그는 사단장으로써 이탈리아 공화국에서 근무하게 되었다. 그는 1806년 폴란드 군단을 재편성하기 위해 다시 한번 나폴레옹에게 불려내어 졌다. 이 군단으로 나폴레옹은 대 폴란드를 프로이센에게서 다시 한번 빼앗기를 바라고 있었다. 열정은 그다지 높지 않았으나, 폴란드의 지원병은 다시 편성되었다. 동브로프스키는 그단스크(Gdańsk) 및 프리틀란트(Friedland)에서 활약했으나, 그는 남겨진 폴란드의 영역을 분할한 열강에 대해 전투를 벌이는 것을 피할 때 그 자신을 환멸 했다.

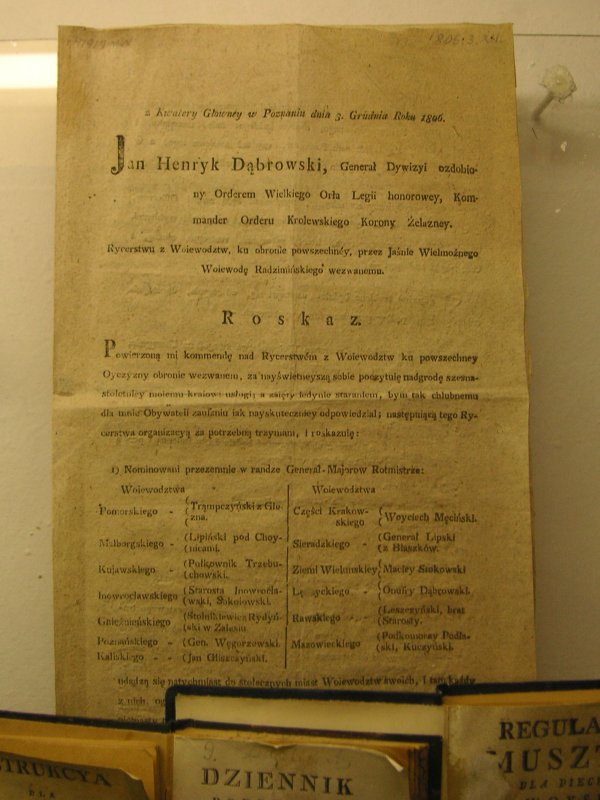
1806년 동브로프스키의 명령, 폴란드의 주에서 벌어진 새로운 전투 명령.

1807년 바르샤바 공국(Duchy of Warsaw )이 탈환한 영토에서 설립되었다. 이것은 기본적으로 보나파르트의 프랑스 위성국이었다. 동브로프스키는 코르시카인에게 낙담해 포즈난(Poznań) 근처 저택을 구입한 후 정착했다. 그러나 1808년 곧 그는 유제프 포니아토프스키(Józef Poniatowski) 공의 지휘 아래 오스트리아군과 전투를 벌이게 된다. 라슈인 전투(Battle of Raszyn) 후 폴란드 군은 갈리치아(Galicia)에 입성해 7월 15일 크라쿠프(Kraków)를 점령했다. 1812년 6월 동브로프스키는 나폴레옹의 모스크바 원정에서 대육군(Grande Armée) 휘하에서 폴란드 사단을 지휘했다. 그러나 10월 프랑스-러시아 사이의 전쟁이 종료되면서 프랑스군이 강추위에 의해 대피해를 입고 철수할 수 밖에는 없었다. 이 패전은 베레지나 강을 건널 때까지 전투가 이어졌고, 이 전투에서 동브로프스키는 부상을 입었다.
그는 1813년 라이프치히 전투(Battle of Leipzig)에서 오귀스트 마르몽(Auguste Marmont) 장군 휘하에서 싸웠다. 그리고 다음해 그는 그 이상 전투를 이어가지 않고 폴란드로 귀환했다. 그는 폴란드군의 재편성을 황제에 의해 맡겨진 장군의 한 사람이었다. 그는 1815년 기병 장군이 되었고, 새로운 폴란드 입헌왕국(Congress Poland)의 상원 의원이 되어 흰독수리 훈장(Order of the White Eagle)을 받았다. 그는 다음해 포즈난 근처 빈노고라의 저택으로 은퇴하고 1818년 사망했다. 그에게는 몇 개의 폴란드 군사사의 저작이 있다.

## 폴란드 국가
폴란드 군단이 창설하던 시기 현재 폴란드 국가가 작곡되었다. 1797년 7월 15일부터 21일 사이 마주르카(mazurka)의 선율에 맞춰 작곡한 "이탈리아에서 폴란드 군단의 노래(폴란드어: Pieśń Legionów Polskich we Włoszech)"는 병사들 사이에서 매우 인기가 높았다. 작사를 한 사람은 동브로프스키의 친구 유제프 비비츠키(Józef Wybicki)이고, 서두의 가사에서는 "폴란드는 아직 패배하지 않았다....." 라고 한다. 이것은 1794년 프로이센 측이 타데우시 코시치우슈코가 마치에요비체 전투에서 패배하자, "이것으로 폴란드는 끝났다!"고 외쳤다는 소문에 대해 대항하기 위해 만들어진 것이다.

## 같이 보기
- 폴란드의 국가 (동브로프스키의 마주르카)
- 대 폴란드 봉기 1794년 - 코시치우슈코 봉기 도움
- 대 폴란드 봉기 1806년 - 나폴레옹 1세를 도와 폴란드 해방과 바르샤바 공국의 창설